# 凤凰城镇
凤凰城镇，是中华人民共和国山西省朔州市平鲁区下辖的一个乡镇级行政单位。平鲁城（旧平鲁、凤凰城）位于凤凰城镇的凤凰城村，自明嘉靖至1951年间一直是平鲁县（明代称平虏卫）的治所，今为朔州市文物保护单位。区域总面积180.49平方千米。

## 行政区划
凤凰城镇下辖以下地区：
凤凰城村、黄家楼村、旺村、井洼村、郑家营村、安架山村、店坪村、六百户村、三百户村、团城村、三里庄村、大破石村、麻黄头村、武家沟村、大野庄村、小野庄村、王二庄村、小庄窝村、三层洞村、辛窑村、周花板村、艾家窑村、张花板村、张小村、刘五窑村和屯军沟村。